# 山崎治平
山崎 治平（やまざき じへい、1946年6月30日 - ）は、日本の経営者。大京社長を務めた。

## 経歴
京都府出身。1971年に京都大学理学部数学学科を卒業し、同年に三和銀行に入行。1998年6月に取締役に就任し、2001年3月に常務、2002年5月にUFJ銀行専務を経て、2004年6月には大京社長に就任。2005年6月に会長に就任。